# Fractale
Fractale (フラクタル?, Furakutaru, lett. "Frattale") è una serie televisiva anime di 11 episodi diretta da Yutaka Yamamoto e prodotta da A-1 Pictures e Ordet. La storia è un concept originale creato da Hiroki Azuma e Yutaka Yamamoto, con la sceneggiatura di Mari Okada. Il progetto è stato annunciato il 27 maggio 2010 dal critico sci-fi Tsunehiro Uno, durante un evento trasmesso in streaming, per poi essere riconfermato sul numero di settembre della rivista Newtype di Kadokawa Shoten.

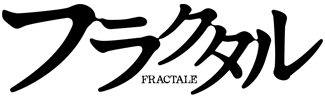
Logo della serie

L'anime ha cominciato la sua messa in onda il 14 gennaio 2011 sull'emittente Fuji TV nel contenitore noitaminA. Prima della sua messa in onda è stato pubblicato da Square Enix un manga, ed è prevista una light novel in uscita a febbraio. Come si evince dalla sigla di apertura, il titolo richiama il frattale di Benoît Mandelbrot.

## Trama
La storia si svolge su un'isola che somiglia ad un'Irlanda futuristica (con alcune scene che sono ambientate direttamente a Galway, una città reale situata nella parte occidentale dell'isola), dove il "Fractale System" - una realtà virtuale posizionata su satellite il cui sistema di distribuzione di beni assicura la stabilità e la prosperità del genere umano - è sull'orlo del collasso. Il "Fractale System" si occupa di garantire l'indispensabile ad ogni abitante senza che egli debba lavorare.
Sull'isola vivono sempre meno uomini, ma sono invece presenti molti Doppelgänger (letteralmente "doppioni/sosia"), ovvero dei robot simili ad avatar virtuali (rappresentazioni olografiche); questo causa la noia del giovane protagonista, di nome Clain. Un giorno, durante una passeggiata in bici, Clain vede una ragazza di nome Phryne che sta fuggendo da una ragazzina e due uomini; dopo averla e tratta in salvo, la invita a fermarsi per un po' a casa sua. Ma il giorno dopo la ragazza è scomparsa, lasciando solamente uno strano ciondolo.
L'oggetto, attivandosi, produce un doppel femminile di nome Nessa; insieme a lei Clain si imbarcherà allora in un'avventura alla ricerca di Phryne e del mistero che si cela dietro il Fractale System.

## Personaggi

### Protagonisti
Clain Necran (クレイン?, Kurein Nekuran)
Doppiato da: Yū Kobayashi
Clain è il personaggio principale. È un ragazzino dai capelli biondi e gli occhi chiari. I suoi genitori, con cui vive, sono dei "doppels". All'inizio della serie appare come uno dei pochi umani presenti sull'isola e mantiene una forte curiosità nei confronti delle invenzioni tecniche precedenti all'istituzione del Fractale System, ad esempio una telecamera digitale ed un telefono cellulare risalenti al secolo precedente. Dopo il suo incontro con Phryne e la sparizione di lei, decide di andare a cercarla. Prima che Nessa e Phryne si fondano si confessa a quest'ultima, si prende cura di Phryne anche dopo il riavvio di Fractale.
Phryne (フリュネ?, Furyune)
Doppiata da: Minami Tsuda
Phryne è una ragazza misteriosa - si rivelerà essere una "sacerdotessa" del Fractale System, che sta fuggendo a bordo di un aeromobile inseguita da uno strano trio; viene salvata da Clain e i due fanno amicizia. Tuttavia, il giorno successivo scompare misteriosamente. Per salvare Nessa, che altrimenti sarebbe scomparsa, deciderà di fondersi con lei e riavviare così il ciclo Fractale; al suo risveglio però avrà in parte perduto la propria identità la quale è ora unificata a quella di Nessa. Spesso a arrossire Clain a causa del suo scarso senso di imbarazzo e mancanza di decenza; ha un carattere assai chiuso ed introverso, a causa anche degli abusi sessuali subiti per colpa di Barrot.
Nessa (ネッサ?)
Doppiata da: Kana Hanazawa
Nessa è una copia doppel di Phryne da bambina, composta da dati importantissimi per il Fractale system (nell'anime ha i capelli rossi mentre nel manga lilla proprio come Phryne). Appare improvvisamente nella stanza di Clain, fuoriuscita dal ciondolo lasciatovi da Phryne, decidendo di rimanere con lui. La sua esistenza è unica perché, a differenza di altri doppels, lei può essere toccata, ma solo dalle persone che sceglie. Il suo personaggio è molto allegro, energico e spensierato, ma talmente curioso da riuscire talvolta a trascinare Clain nei guai. Il motto in cui crede e che ripete spesso è "Nessa ama l'amore", con cui esprime il suo desiderio di rimanere con i propri amici. Alla fine si fonde con Phryne diventando la chiave per l'ultimo riavvio di Fractale.

### Amici
Sunda Granitz (スンダ・グラニッツ?, Sunda Guranittsu)
Doppiato da: Shintarō Asanuma
Leader della fazione Granitz di Lost Millennium. Duro e rude, aiuta Clain ad entrare nel Tempio alla ricerca di Phryne ed alla fine si sacrificherà per permettergli di riunirsi alle amiche.
Enri Granitz (エンリ・グラニッツ?, Enri Guranittsu)
Doppiata da: Yuka Iguchi
Sorella minore di Sunda; anche se molto goffa, cerca di sostenere in ogni modo il fratello. Viene spesso accompagnata da due assistenti, Takamy (タカミー Takami) e Butcher (ブッチャー Bucchā), quest'ultimo ucciso durante uno scontro con le forze del Tempio. A conclusione della serie, Enri diventa il leader della fazione Granitz e aiuta a insegnare a tutti coloro che una volta erano dipendenti da Fractale a vivere una vita indipendente.
Dias (ディアス?, Diasu)
Doppiato da: Tomoaki Maeno
Leader della fazione Alabastro di Lost Millennium; anche se in apparenza sembra amichevole e di carattere superficialmente affabile, è in realtà freddo di cuore, manipolativo e in definitiva spietato. Pur unendosi con Sunda nel tentativo di salvare Clain e Phryne dal Tempio, sfrutta la possibilità per distrugger l'intero impianto; durante lo scontro finale le sue truppe si sacrificano valorosamente. Attua infine un attacco suicida come kamikaze contro Moeran.

### Antagonisti
Moeran (モエラン?)
Doppiata da: Sumi Shimamoto
Somma sacerdotessa del Tempio e clone di Phryne, che odia con forza in quanto più giovane e amata dal prossimo; per gelosia tenterà di strangolarla. Muore nell'esplosione causata dall'attacco suicida di Dias.
Barrot (バロット?, Barotto)
Doppiato da: Mitsuru Miyamoto
Sacerdote incaricato della cattura di Phryne; si dimostra eccessivamente affettuoso nei confronti della ragazza cercando spesso di accarezzarla ed osservarla nuda. Alla fine confessa di aver utilizzato alcuni dei cloni da lui creati per il proprio piacere sessuale; sarà in seguito ferito da Phryne con una coltellata.

## Anime
La canzone di chiusura "Down by the Salley Gardens" è prende spunto da una poesia irlandese scritta nel 1889 da William Butler Yeats.

### Episodi
| Nº | Titolo italiano Giapponese 「Kanji」 - Rōmaji | In onda          | In onda |
| Nº | Titolo italiano Giapponese 「Kanji」 - Rōmaji | Giapponese       |         |
| 1  | Incontro 「出会い」 - Deai | 14 gennaio 2011  |         |
| 1  | Durante una passeggiata Clain incontra Phryne, una strana ragazza che sta fuggendo da un gruppetto di inseguitori. I due giovani fanno presto amicizia, ma il giorno seguente lei scompare senza una parola, lasciandosi dietro solo un misterioso ciondolo.  |                  |         |
| 2  | Nessa 「ネッサ」 - Nessa | 21 gennaio 2011  |         |
| 2  | Esaminando la spilla lasciatagli da Phryne, Clain fa apparire Nessa, un doppel in forma umana che vi era sigillato dentro. Poco dopo vengono entrambi catturati da Enri e i suoi uomini, gli stessi che inseguivano Phryne il giorno precedente.              |                  |         |
| 3  | Il villaggio di Granitz 「グラニッツの村」 - Guranittsu no mura | 28 gennaio 2011  |         |
| 3  | Clain e Nessa vengono portati in un paese che è la sede di "Lost Millennium", un'organizzazione che si ribella contro il sistema Fractale. Poco dopo, Clain è coinvolto in uno scontro feroce tra i ribelli e le sacerdotesse, dove incontra di nuovo Frine.  |                  |         |
| 4  | Partenza 「出発」 - Shuppatsu | 4 febbraio 2011  |         |
| 4  | I membri di Lost Millennium rapiscono Frine e il tempio mette una taglia sulla loro testa. Clain decide di non farsi coinvolgere nel conflitto, ma proprio nel momento in cui sta per scappare con Nessa il villaggio viene attaccato dalle forze del tempio. |                  |         |
| 5  | Viaggio 「旅路」 - Tabiji | 18 febbraio 2011 |         |
| 6  | La città più lontana 「最果ての町」 - Saihate no machi | 25 febbraio 2011 |         |
| 7  | La città perfetta 「虚飾の街」 - Kyoshoku no machi | 4 marzo 2011     |         |
| 8  | Il segreto sottoterra 「地下の秘密」 - Chika no himitsu | 11 marzo 2011    |         |
| 9  | Senza via di fuga 「追いつめられて」 - Oitsumerarete | 18 marzo 2011    |         |
| 10 | Verso il tempio 「僧院へ」 - Sōin e | 25 marzo 2011    |         |
| 11 | Paradiso 「楽園」 - Rakuen | 1º aprile 2011   |         |